# Clã Alfieri
O Clã Alfieri foi um clã napolitano da Camorra que opera ao norte de Nápoles, com a sua esfera de influência dos municípios de Saviano e Nola.

## História
A associação entre os dois irmãos Alfieri, Salvatore e Carmine foi formada após o assassinato de seu pai em Tore Notaio, em 1952. Eles juraram vingar sua morte e, três anos depois, em 1956, Salvatore Alfieri matou o assassino de seu pai no círculo social de Saviano. Salvatore mais tarde morreu baleado em uma emboscada em um restaurante em Pompéia pelos sicários da Nuova Camorra Organizzata de Raffaele Cutolo. 
A perda de seu irmão e seu pai empurrou Carmine para se tornar “o cabeça” do clã e ganhar uma posição de domínio na área de Nola. Ele foi um importante membro fundador da aliança Nuova Famiglia (NF) que foi formada para contrastar o poder crescente da Nuova Camorra Organizzata (NCO), de Raffaele Cutolo, no início dos anos oitenta. As lutas internas entre os clãs de Casalesi e Nuvoletta, eventualmente, culminaram no massacre em Torre Annunziata, em 26 de agosto de 1984, quando pelo menos 14 pessoas a bordo de um ônibus e dois carros entraram no círculo de pescadores e abriram fogo contra integrantes do Clã Gionta, matando 8 pessoas e ferindo outras 7.
Após a derrota da NCO, o clã tornou-se extremamente poderoso a um ritmo crescente, o qual continuou até o final da década de 80. Em meados desta década, o Clã Alfieri expandiu sua hegemonia da província de Nápoles para diferentes direções em direção a Pomigliano d'Arco, Agro Nocerino Sarcese ao longo do litoral entre Castellamere di Stabia e Torre Annunziata e para a área do Vesúvio nos municípios de Somma Vesuviana, Sant'Anastasia e Volla.
Ele também fez novas alianças com o Clã Galasso de Poggiomarino, Clã Anastasio de Sant'Anastasia, Clã Moccia de Afragola, Clã Vangone-Limelli de Torre Annunziata e outras personalidades emergentes, como Fernando Cesarano e Luigi Muollo de Castellamere di Stabia, Biagio Cava de Quindici, Ciro D'Auria de Sant'Antonio Abate e Angelo Lisciano da Boscoreale.
Em 1993, após seu poder ser minado pelo testemunho de seu ex-aliado Pasquale Galasso, o próprio Carmine Alfieri se tornou um pentito e passou a revelar informações devastadoras contra vários clãs e figuras da Camorra, bem como vários políticos locais. Em 2002 e 2004, seu filho e irmão, Antonio e Francesco foram assassinados devido à sua colaboração com as autoridades.